# Acordo do Alvor
O Acordo de Alvor foi um acordo assinado entre o governo português e os principais movimentos de libertação de Angola — Movimento Popular de Libertação de Angola (MPLA), Frente Nacional de Libertação de Angola (FNLA) e União Nacional para a Independência Total de Angola (UNITA) — em Janeiro de 1975, em Alvor, no Algarve. O acordo estabeleceu os parâmetros para a partilha do poder, ou seja, foi estabelecido com o propósito de equilibrar o poder entre os três movimentos acima já mencionados após a obtenção da independência de Angola, tida como necessária pelos dirigentes do novo regime português.

## Negociações e assinatura
Em julho de 1974 os líderes do MPLA, da FNLA e da UNITA reuniram-se em Bucavu, no Zaire, onde concordaram em constituir uma unidade política para negociar com os portugueses a concessão da independência de Angola. Eles se encontraram novamente em Mombaça, no Quénia, em 5 de janeiro de 1975, onde concordaram no cessar-fogo e delinearam uma posição de negociação conjunta sobre uma nova constituição. Eles se encontraram pela terceira vez num pequena vila da chamada Alvor, em Portugal, de 10 a 15 de janeiro de 1975 e assinaram o que ficou conhecido como Acordo de Alvor.
Composto por 60 artigos o documento assinado em Alvor deixava claro que, após a data de sua independência, Angola seria um estado livre e soberano. Seria adotada uma constituição, mediada por um governo de transição composto pela presença de um alto-comissariado português em conjunto com um colégio presidencial ocupado por um membro de cada movimento de libertação.

## Governo partilhado
O acordo estabeleceu o Conselho Presidencial do Governo de Transição liderado em governo alternado por Lopo do Nascimento (MPLA), Johnny Eduardo Pinnock (FNLA) e José Ndele (UNITA). Os comissários portugueses do processo foram (pela ordem de posse): António Rosa Coutinho, António da Silva Cardoso, Ernesto Ferreira de Macedo e Leonel Cardoso.
A pasta do Ministério da Informação estava com a seguinte configuração: ministro Manuel Rui (MPLA), secretariado por Jaka Jamba (UNITA) e Hendrick Vaal Neto (FNLA).
A pasta do Ministério do Trabalho e Segurança Social estava com a seguinte configuração: ministro António Dembo (UNITA), secretariado por Cornélio Caley (MPLA) e Baptista Nguvulu (FNLA).
A pasta do Ministério do Interior estava com a seguinte configuração: ministro Ngola Kabangu (FNLA), secretariado por Henrique Onambwé (MPLA) e João Mulombo Vaikene (UNITA).
A pasta do Ministério da Economia estava com a seguinte configuração: ministro Vasco Vieira de Almeida (Portugal-Junta de Salvação Nacional); comportava as seguintes secretarias especiais: Secretaria de Estado da Indústria e Energia, sob comando de Augusto Lopes "Tutu" Teixeira (MPLA); Secretaria de Estado das Pescas, sob comando de Manuel Alberto Teixeira Coelho (UNITA), e; Secretaria de Estado do Comércio e Turismo, sob comando de Graça Tavares (FNLA).
A pasta do Ministério do Planeamento e Finanças ficou a cargo do ministro Saíde Mingas (MPLA), a do Ministério da Justiça ficou a cargo do ministro Diógenes Boavida (MPLA), a do Ministério dos Transportes e Comunicação ficou a cargo do ministro Joaquim Albino Antunes da Cunha (Portugal-Junta de Salvação Nacional), a do Ministério da Saúde e Assuntos Sociais ficou a cargo do ministro Samuel Abrigada (FNLA), a do Ministério das Obras Públicas, Habitação e Urbanismo ficou a cargo do ministro Manuel Alfredo Resende de Oliveira (Portugal-Junta de Salvação Nacional), a do Ministério da Educação e Cultura ficou a cargo do ministro Jerónimo Elavoko Wanga (UNITA), a do Ministério da Agricultura ficou a cargo do ministro Mateus Neto (FNLA) e a do Ministério dos Recursos Naturais ficou a cargo do ministro Jeremias Chitunda (UNITA).
A hierarquia militar do Governo de Transição ficou da seguinte forma: Comandante da Região Militar de Angola, general Ernesto Ferreira de Macedo; Comandante da 2ª Região Aérea, brigadeiro José Ferreira Valente; Comandante da Base Naval de Angola, almirante Leonel Cardoso, e; Comandos de Área com Pedro Timóteo "Barreiro" Kiakanwa (FNLA), João Jacob Caetano "Monstro Imortal" (MPLA) e "Edmundo Rocha" Sabino Sandele (UNITA).

## Dificuldades em sua aplicação
Em entrevista à Agência Lusa, o dirigente socialista, António de Almeida Santos, que a 15 de Janeiro de 1975 era ministro da Coordenação Inter-Territorial e integrava a delegação portuguesa que assinou o acordo, refere que, assim que viu o documento, soube que "aquilo não resultaria".
De facto, no mês seguinte após o acordo ter sido assinado, os três movimentos envolveram-se em uma luta armada pelo controlo do país e, em especial, da sua capital, Luanda, no que ficou conhecido como a Guerra Civil de Angola.

## Rescaldo
Uma última tentativa de salvar as disposições e compromissos de Alvor foram feitas no Acordo de Nakuru, em junho de 1975.